# Burg Gutach
Die Burg Gutach, auch Gutach-Turm genannt, ist die Ruine einer Höhenburg auf einem 280 m ü. NN hohen Ausläufer des Bühlersteins bei der Gemeinde Gutach im Ortenaukreis in Baden-Württemberg.
Die Burg wurde um 1300 von den Herren von Hornberg als Geleit- und Zollstation erbaut, 1368 von Straßburger Bürgern zerstört, in der Folge wieder aufgebaut, 1383 erneut von den Straßburgern zerstört und nach 1703 abgebrochen.
Von der ehemaligen Burganlage, einem turmartigen Gebäude mit einer Seitenlänge von zwölf Metern, sind noch die Grundmauern und der Halsgraben erhalten.
Im Tiefenbachtal befindet sich ein zweiter Geleitsturm der Hornberger, die Burg Tiefenbach.